# Gutalag
Das Gutalag (schwedisch: Gutalagen) ist das alte Landschaftsrecht der Ostseeinsel Gotland, das bereits im 12. Jahrhundert in altgutnischer Sprache, einer Vorstufe des Gotländischen, niedergeschrieben wurde. Das Gesetzbuch überliefert außer den Rechtsregeln die Gutasaga, die sagenhafte Geschichte Gotlands. Das Gesetzbuch war offiziell bis 1595 in Rechtskraft, wurde aber bis 1645 angewandt.
Das Gutalag ist in zwei Handschriften überliefert, einer aus der Mitte des 14. Jahrhunderts und einer Kopie von 1587, die ein Transkript von einem älteren Text aus den 1470er Jahren darstellen soll.

## Einige Inhalte
Der Gutalag besteht aus 65 Abschnitten:
Der erste Teil des Gutalag setzt ein christliches Rechtsprogramm um:
- Das Gesetz beginnt mit einer Absage an das Heidentum und einer Bejahung des Christentums.
- Der zweite Abschnitt verbietet das im nordischen Heidentum erlaubte Aussetzen von neugeborenen Kindern und regelt den diesbezüglichen Schutz und die Strafen bei Verstößen.
- Der dritte Abschnitt gebietet und regelt die Entrichtung des Zehnten an die Kirche.
- Der vierte Abschnitt verbietet Opfer und Opferfeste zu Gunsten bzw. zu Ehren der heidnischen Götter (Blot) sowie die Errichtung von Holmen, Kultpfählen und Schreinen zu deren Ehre.
- Der 6. Abschnitt gebietet Arbeitsruhe an Sonntagen und Feiertagen und deren Heiligung.
- Im 8. 9. und 10. Abschnitt wird außerdem insbesondere für die Weihnachtszeit, die Osterzeit und Pfingsten sowie die Zeit um die Sonnwende und die Saatzeit der Frieden verkündet (vgl. Weihnachtsfrieden), und Straftaten, insbesondere Totschlag in diesen Zeiten und in Kirchen begangen, werden härter bestraft.

- Der 11. Abschnitt statuiert den Thingfrieden.
- Der 12. Abschnitt regelt den Hausfrieden.
- Der 13. bis 16. Abschnitt regelt fahrlässige Tötung und Totschlag und setzt die Strafen und Wergelder fest.
- Der 17. Abschnitt regelt die Haftung für Schäden durch Tiere.
- Der 18. Abschnitt regelt die Bestrafung für die Tötung eines ungeborenen Kindes durch Verletzung der schwangeren Frau.
- Der mit 37 Paragraphen sehr umfangreiche 19. Abschnitt regelt die Körperverletzung und legt für viele Formen und Folgen der Straftat die Strafen fest.
- Der 20. Abschnitt regelt detailliert das Erbrecht und den Erbenunterhalt.
- Der 21. Abschnitt regelt den Umgang mit Ehebruch.
- Der 22. Abschnitt regelt die Bestrafung der Vergewaltigung einer Frau.
- Der 23. Abschnitt regelt die Bestrafung der Belästigung von Frauen.

- Der 24. Abschnitt regelt die Durchführung von Hochzeiten.
- Der Abschnitt 24 a regelt das Wegerecht.
- Der 25. Abschnitt regelt das Waldrecht.
- Der 26. Abschnitt regelt den Umgang mit Zäunen und deren Beschädigung bzw. den Folgen von Beschädigungen (v. a. Verlust von Tieren).
- Der 28. Abschnitt regelt den Landverkauf.[2]